# Moehringia stellarioides
Moehringia stellarioides är en nejlikväxtart som beskrevs av Cosson. Moehringia stellarioides ingår i släktet skogsnarvar, och familjen nejlikväxter. Inga underarter finns listade i Catalogue of Life.